# Thomas Liera
Thomas Liera, né le 17 mai 1981 à Charleroi (province de Hainaut), est un dessinateur de bande dessinée et enseignant belge francophone.

## Biographie
Thomas Liera naît le 17 mai 1981 à Charleroi. Il est le petit-fils de Giuseppe Liera, un ancien mineur.
Il part en Italie à l'âge de 7 ans.
Il se forme à la Gnomon School of Visual Effects (en) à Los Angeles. Il emporte une sélection qui lui permet d'entrer à l’académie Disney de Milan (it).
Il travaille dans la publicité à Paris. Il participe à des bandes dessinées de Mickey et de La Reine des neiges.
Ensuite, il exerce différents emplois dont avant d'arriver à Namur, ville de Wallonie où il donne cours de Character design et Concept art à la Haute École Albert Jacquard.
En 2015, il dessine la bande dessinée officielle du XV de France, en vue de la coupe du monde de rugby 2015 qui se déroule en Angleterre sur un scénario de Philippe Glogowski aux éditions gerpinnoises TJ (2 tomes).
Il se lance avec Didier Ocula dans un projet sur les cafés italiens de la marque Bozzo, mais ils l'interrompent à l'annonce de l'obtention du contrat de licence pour le Tour de France. Son carnet de croquis indique le changement de projet d'une page à l'autre, il passe ainsi de la ville de Trieste et de ses torréfacteurs aux cyclistes. Il dessine aux côtés de Sergio Gerasi l'album Les Petites Histoires de la Grande Boucle publiés aux éditions TJ en 2015. Il assume seul le dessin du second volet de cette série Petits et grands champions, publié en 2017 chez le même éditeur. Le troisième opus La Bataille des nuages,,,, se voit, lui, publié dans une autre maison d'édition : les éditions Dupuis en 2018.
Il change de sport pour cette fois s'intéresser à l'équipe de Belgique de football Les Diables Rouges et il réalise la première partie de L’Histoire des diables rouges sur un scénario de Bernard Swysen, publié aux éditions Kennes en 2022. En 2025, il dessine la bande dessinée historique Ommegang 1930 sur un scénario de Patrick Weber publié aux éditions Anspach. Elle traite d'un moment fort du folklore bruxellois : l'Ommegang, placée dans le contexte de son édition de 1930 après 145 ans d'interruption. Le dessinateur adopte un découpage en trois bandes et un style ligne claire. L'album connaît une version en néerlandais. Pendant la reconstitution historique de l’arrivée de Charles Quint à Bruxelles, il dessine en direct de la représentation. 
Parallèlement, il organise une exposition Le Mineur, ce héros à l'occasion du soixantième anniversaire de la catastrophe du Bois du Cazier en 2016. Il réunit vingtaine d’artistes ayant travaillé en studios d’animation parmi lesquels Oscar Grillo (es) (Pixar, Monstres et Cie), Mark Molsnar (Star Wars) mais aussi Fraser MacLean (en) (Roger Rabbit). Les œuvres représentent les mineurs sous les traits de super-héros.

### Vie privée
Il demeure à Hanzinelle en 2017.

## Œuvre

### Albums de bande dessinée

#### XV de France
- 1. XV de France - Tome 1[4], TJ Éditions, Gerpinnes, septembre 2015
Scénario : Philippe Glogowski - Dessin : Thomas Liera - Couleurs : Ingrid De Vuyst -  (ISBN 978-2-930743-18-9)
- 2. XV de France - Tome 2, TJ Éditions, Gerpinnes, septembre 2015
Scénario : Philippe Glogowski - Dessin : Thomas Liera - Couleurs : Ingrid De Vuyst -  (ISBN 978-2-930743-22-6)

#### Le Tour de France
- 1. Les Petites Histoires de la Grande Boucle[5], TJ Éditions, coll. « Sports collection », Gerpinnes, 20 mai 2015
Scénario : Didier Ocula - Dessin : Thomas Liera, Sergio Gerasi - Couleurs : Patricia Vanespen, Karel D’Huyvetter -  (ISBN 978-2-930743-25-7)
- 2. Petits et grands champions[6],[7],[19], TJ Éditions, coll. « Sports collection », Gerpinnes, 16 juin 2017
Scénario : Didier Ocula - Dessin : Thomas Liera - Couleurs : Patricia Vanespen -  (ISBN 978-2-8001-7340-5)
- 3. La Bataille des nuages[9],[10],[20], Dupuis, Marcinelle, 15 juin 2018
Scénario : Didier Ocula - Dessin : Thomas Liera - Couleurs : Patricia Vanespen -  (ISBN 979-10-34731-36-7)

#### L’Histoire des diables rouges
- 1. L’Histoire des diables rouges - première partie[13], Kennes Éditions, Gerpinnes, 23 novembre 2022
Scénario : Bernard Swysen - Dessin : Thomas Liera - Couleurs : Véra Daviet -  (ISBN 9782380758368)

#### Ommegang 1930
- Ommegang 1930[21],[22],[23],[24],[25], Éditions Anspach, Lasne, 13 juin 2025
Scénario : Patrick Weber - Dessin : Thomas Liera - Couleurs : Cerise -  (ISBN 9782931105436)

### Expositions
- Le Mineur, ce héros, Bois du Cazier, Marcinelle, au 11 décembre 2016[18],[2].
- Le Mineur, ce héros, Centre historique minier de Lewarde, Lewarde du 2 juillet au 3 septembre 2017[26],[27].

#### Livres
: document utilisé comme source pour la rédaction de cet article.
- Philippe Mellot, Michel Denni, Laurent Turpin et Isabelle Morzadec, Trésors de la bande dessinée : BDM 2023-2024 - Catalogue encyclopédique et Argus, Paris, Les Arènes, novembre 2022, 23e éd., 1677 p., ill. ; 23 cm (ISBN 9791037507280, OCLC 1351462460, présentation en ligne). .

#### Articles
- « Charleroi: « Disney, la plus belle opportunité de ma carrière » », Sudinfo,‎ 29 novembre 2016 (lire en ligne , consulté le 21 septembre 2023)
- Thomas Liera et Didier Ocula (interviewés par Alexis Seny), « Thomas Liera et Didier Ocula remportent le Tour de France en… BD : « Nous ne voulions pas être des magiciens mais être crédibles, au détail près, face à notre héros qu’est le vélo » », Branchés Culture,‎ 16 juin 2017 (lire en ligne, consulté le 20 septembre 2023).
- Thomas Liera et Didier Ocula (interviewés par Pierre Burssens), « Interviews : Entretien avec Thomas Liera et Didier Ocula », Auracan,‎ 20 juin 2018 (lire en ligne, consulté le 20 septembre 2023).
- Martine Pauwels, « BD officielle du Tour de France : Thomas Liera dédicace ce jeudi à La Chamade », La Nouvelle Gazette,‎ 6 juillet 2022 (lire en ligne , consulté le 21 septembre 2023).

#### Émissions de radio
- C’est tout vu Didier Ocula et Thomas Liera sont les invités de l'émission sur Bel RTL, présentation : Jean-Michel Zecca, 22 juin 2018.